# 10514 Harlow
10514 Harlow eller 1989 TD16 är en asteroid i huvudbältet som upptäcktes den 4 oktober 1989 av den belgiske astronomen Henri Debehogne vid La Silla-observatoriet. Den är uppkallad efter amatörastronomen Scott Harlow.
Asteroiden har en diameter på ungefär 15 kilometer.